# Hopfenstauche-Viroid
Das Hopfenstauche-Viroid (englisch Hop stunt viroid, Abk.: HSVd, Spezies Hostuviroid impedihumuli) ist ein Viroid, das unter anderem Hopfen (Humulus lupulus), Zitruspflanzen (Citrus), Weinreben (Vitis), Gurken (Cucumis sativus) und verschiedene Prunus-Arten wie Mandel (Prunus dulcis), Aprikose (Prunus armeniaca), Pflaume (Prunus domestica) und Pfirsich (Prunus persica) infizieren kann. In den meisten Wirtspflanzen verläuft eine Infektion mit HSVd ohne relevante Symptome. Bei einigen Wirten verursacht HSVd Symptome wie Zwergwuchs und Verkümmerung.
Die Art (Spezies) Hostuviroid impedihumuli ist vom International Committee on Taxonomy of Viruses (ICTV) offiziell bestätigt.

## Entdeckung
Die durch HSVd ausgelösten Symptome in Hopfen wurden bereits ab den 1940er Jahren in Japan als „Zwerg-Hopfen“ oder „zedernförmiger Hopfen“ beschrieben. Der Name „hop stunt disease“ wurde 1970 von Yamamoto et al. eingeführt. Durch labortechnische Analysen konnte das auslösende Pathogen 1977 als Viroid identifiziert werden. Japanische Wissenschaftler gehen davon aus, dass HSVd ursprünglich aus Weinreben stammt und es nach der Übertragung auf Hopfen zu einer Anpassung an die neue Wirtspflanze kam.

## Genom
HSVd besteht aus einer einzelsträngigen RNA. 1983 wurde HSVd erstmalig sequenziert und als Viroid mit 297 Nukleotiden beschrieben. Inzwischen sind mehrere HSVd Varianten mit einer Länge von 246 – 434 Nukleotiden bekannt.

## Krankheitsbild
Eine Infektion mit HSVd verläuft in vielen Wirtspflanzen latent, löst also keine Symptome aus. Die Ausprägung von Symptomen ist in allen Pflanzenarten abhängig von der Sorte und von äußeren Einflüssen wie z. B. der Umgebungstemperatur. In Pflaumen und Pfirsichen verursacht HSVd die sogenannte „dapple fruit disease“ (zu deutsch etwa Sprenkelfruchtkrankheit) die durch Flecken auf den Früchten zu erkennen ist.
Wirtschaftlich relevante Symptome werden vor allem in Hopfen und Gurken ausgelöst. In Hopfen verursacht HSVd gestauchtes Wachstum, Epinastie der Blätter, geringeren Doldenertrag und verringerte Mengen an Alphasäuren. In Gurken löst HSVd „cucumber pale fruit disease“ (zu deutsch etwa Bleichfruchtkrankheit der Gurke) aus. Infizierte Pflanzen fallen durch gestauchtes Wachstum auf, die Blüten bleiben kleiner und die Früchte sind unförmig und hellgrün gefärbt.

## Verbreitung
HSVd ist weltweit verbreitet. Im Hopfenanbau tritt HSVd u. a. in Japan, den USA, China und Slowenien auf.

## Übertragung
HSVd wird über Pflanzensaft übertragen. Infektionsquellen sind kontaminierte Werkzeuge und Maschinen, Pflanzgut und Reiser, sowie Pflanzenreste bzw. Komposte. HSVd kann von Schalen infizierter Früchte auf andere Pflanzen übertragen werden. Weintrauben und Zitrusfrüchte aus dem Supermarkt sind häufig mit HSVd infiziert und stellen daher ein Risiko für anfällige Pflanzen wie Gurken und Hopfen dar. Um eine Übertragung von Früchten auf Hopfen zu vermeiden, sollten Obstschalen oder Komposte, die Reste möglicher Wirtspflanzen enthalten, nicht auf Hopfenflächen ausgebracht werden.

## Maßnahmen bei Befall
Gegen Viroide gibt es keine wirksamen Pflanzenschutzmittel. Daher ist die einzige Maßnahme einen Befall einzudämmen, das gründliche Entfernen der befallenen Pflanzen. Im Freiland wird empfohlen, weiträumig zu Roden, da auch symptomlose Pflanzen in der Nähe bereits latent infiziert sein könnten.